# Équipe du Nigeria des moins de 20 ans de football
Maillots
L'équipe du Nigeria des moins de 20 ans ou Nigeria U20 est une sélection de footballeurs de moins de 20 ans au début des deux années de compétition placée sous la responsabilité de la Fédération du Nigeria de football.

## Histoire
Elle n'a jusqu'à présent jamais étais vainqueur au niveau mondial bien qu'elle soit l'une des meilleures sélections africaines, avec un record de sept titres continentaux. Le Nigeria est la première équipe africaine à atteindre la finale de la Coupe du monde des moins de 20 ans, une performance réalisée à deux reprises, en 1989 et en 2005.

## Palmarès
- Coupe d'Afrique des nations (7)
  - Vainqueur : 1983, 1985, 1987, 1989, 2005, 2011, 2015
  - Finaliste : 1999, 2007
  - Troisième : 1979, 1981, 1995, 2009, 2013, 2023, 2025

- Coupe du monde
  - Finaliste : 1989 et 2005
  - troisième : 1985

- Championnat U-20 Zone B de l'UFOA
  - Vainqueur : 2022[1] et 2024
  - Finaliste : 2018[2] et 2025[3]

- Jeux africains de 2019
  - finaliste en 2019
    - (2019-)[4]

## Compétitions internationales

### Résultats en Coupe du monde de football des moins de 20 ans
| Année | Résultat               | MJ            | V             | N             | D             | BP            | BC            | Dif           |
| ----- | ---------------------- | ------------- | ------------- | ------------- | ------------- | ------------- | ------------- | ------------- |
| 1977  | Non qualifiée          | Non qualifiée | Non qualifiée | Non qualifiée | Non qualifiée | Non qualifiée | Non qualifiée | Non qualifiée |
| 1979  | Non qualifiée          | Non qualifiée | Non qualifiée | Non qualifiée | Non qualifiée | Non qualifiée | Non qualifiée | Non qualifiée |
| 1981  | Non qualifiée          | Non qualifiée | Non qualifiée | Non qualifiée | Non qualifiée | Non qualifiée | Non qualifiée | Non qualifiée |
| 1983  | Premier tour           | 3             | 1             | 1             | 1             | 1             | 3             | -2            |
| 1985  | 3e place               | 6             | 2             | 2             | 2             | 6             | 7             | -1            |
| 1987  | Premier tour           | 3             | 0             | 1             | 2             | 2             | 8             | -6            |
| 1989  | Finaliste              | 6             | 2             | 2             | 2             | 9             | 10            | -1            |
| 1991  | Non qualifiée          | Non qualifiée | Non qualifiée | Non qualifiée | Non qualifiée | Non qualifiée | Non qualifiée | Non qualifiée |
| 1993  | Non qualifiée          | Non qualifiée | Non qualifiée | Non qualifiée | Non qualifiée | Non qualifiée | Non qualifiée | Non qualifiée |
| 1995  | Non qualifiée          | Non qualifiée | Non qualifiée | Non qualifiée | Non qualifiée | Non qualifiée | Non qualifiée | Non qualifiée |
| 1997  | Non qualifiée          | Non qualifiée | Non qualifiée | Non qualifiée | Non qualifiée | Non qualifiée | Non qualifiée | Non qualifiée |
| 1999  | Quart de finale        | 5             | 1             | 2             | 2             | 6             | 7             | -1            |
| 2001  | Non qualifiée          | Non qualifiée | Non qualifiée | Non qualifiée | Non qualifiée | Non qualifiée | Non qualifiée | Non qualifiée |
| 2003  | Non qualifiée          | Non qualifiée | Non qualifiée | Non qualifiée | Non qualifiée | Non qualifiée | Non qualifiée | Non qualifiée |
| 2005  | Finaliste              | 7             | 3             | 2             | 2             | 10            | 4             | +6            |
| 2007  | Quart de finale        | 5             | 3             | 1             | 1             | 5             | 5             | 0             |
| 2009  | Huitième de finale     | 4             | 1             | 0             | 3             | 7             | 6             | +1            |
| 2011  | Quart de finale        | 5             | 4             | 0             | 1             | 15            | 5             | +10           |
| 2013  | Huitième de finale     | 4             | 2             | 0             | 2             | 7             | 5             | +2            |
| 2015  | Huitième de finale     | 4             | 2             | 0             | 2             | 8             | 5             | +3            |
| 2017  | Non qualifiée          | Non qualifiée | Non qualifiée | Non qualifiée | Non qualifiée | Non qualifiée | Non qualifiée | Non qualifiée |
| 2019  | Huitième de finale     | 4             | 1             | 1             | 2             | 6             | 5             | +1            |
| 2021  | Non qualifiée. Annuler | 0             | 0             | 0             | 0             | 0             | 0             | +             |
| 2023  | Quart de finale        | 5             | 3             | 0             | 2             | 2             | 4             | +             |
| 2025  | En cours               | -             | -             | -             | -             | -             | -             |               |
| Total | 13/23                  | 61            | 25            | 15            | 22            | 84            | 72            | +11           |

### Résultats en Coupe d'Afrique de football des moins de 20 ans
| Année             | Résultat                     | J   | G  | N  | P  | Bp  | Bc  |
| ----------------- | ---------------------------- | --- | -- | -- | -- | --- | --- |
| Aller-retour 1979 | Demi-Final                   | 4   | 1  | 2  | 1  | 4   | 3   |
| Aller-retour 1981 | Troisième                    | 4   | 1  | 0  | 3  | 7   | 8   |
| Aller-retour 1983 | Vainqueur                    | 8   | 5  | 1  | 2  | 13  | 8   |
| Aller-retour 1985 | Vainqueur                    | 8   | 4  | 2  | 2  | 14  | 8   |
| Aller-retour 1987 | vainqueur                    | 8   | 6  | 1  | 1  | 15  | 5   |
| Aller-retour 1989 | vainqueur                    | 8   | 5  | 3  | 0  | 16  | 6   |
| 1991              | Non participant              |     |    |    |    |     |     |
| 1993              | Phases de groupe             | 4   | 1  | 0  | 3  | 2   | 3   |
| 1995              | Troisième                    | 9   | 7  | 2  | 0  | 16  | 7   |
| 1997              | 2e Tour                      | 2   | 1  | 0  | 1  | 2   | 1   |
| 1999              | Finaliste                    | 7   | 4  | 2  | 1  | 16  | 7   |
| 2001              | Phases de groupe             | 5   | 2  | 1  | 2  | 6   | 7   |
| 2003              | 2e Tour                      | 3   | 1  | 1  | 1  | 8   | 3   |
| 2005              | Vainqueur                    | 7   | 6  | 1  | 0  | 16  | 5   |
| 2007              | Finaliste                    | 9   | 5  | 1  | 3  | 16  | 8   |
| 2009              | Troisième                    | 9   | 6  | 1  | 2  | 18  | 7   |
| 2011              | Vainqueur                    | 9   | 7  | 0  | 2  | 15  | 6   |
| 2013              | Troisième                    | 9   | 6  | 1  | 2  | 14  | 8   |
| 2015              | Vainqueur                    | 7   | 4  | 1  | 0  | 18  | 5   |
| 2017              | 3e Tour                      | 4   | 3  | 0  | 1  | 8   | 6   |
| 2019              | Quatrième                    | 9   | 4  | 3  | 2  | 13  | 4   |
| 2021              | Phases de groupe Zone UFOA B | 2   | 0  | 1  | 1  | 2   | 3   |
| 2023              | Troisième                    | 6   | 4  | 0  | 2  | 8   | 2   |
| 2025              | Troisième                    | 6   | 1  | 4  | 1  | 4   | 4   |
| Total             | 20/24                        | 125 | 87 | 29 | 33 | 260 | 124 |